# Туигс (округ)
Туи́гс (англ. Twiggs County) — округ штата Джорджия, США. Население округа на 2000 год составляло 10 590 человек. Административный центр округа — город Джефферсонвилл.

## История
Округ Туигс основан в 1809 году.

## География
Округ занимает площадь 932.4 км2.

## Демография
Согласно Бюро переписи населения США, в округе Туигс в 2000 году проживало 10 590 человек. Плотность населения составляла 11.4 человек на квадратный километр.